# 莱韦县
莱韦县，是缅甸内比都联邦区下辖的一个县。

## 历史沿革
2022年4月30日，缅甸政府以德金那县莱韦镇区和德金那提里镇区新设莱韦县。

## 行政区划
莱韦县下辖杰雅提里镇区和德金那提里镇区2个镇区。